# Zawiya (Jenin)
Az-Zawiya (àrab: الزاوية, az-Zāwiya) és una vila palestina de la governació de Jenin, a Cisjordània, al nord de la vall del Jordà, al sud de Jenin. Segons el cens de l'Oficina Central Palestina d'Estadístiques (PCBS), tenia 770 habitants en 2007.
El dissabte 9 de gener de 2016 el propietari d'una empresa comercial local, Said Abu Al-Wafa (35), fou mort a trets per soldats israelians en una barricada a Beka'ot.